# Гагаузи в Румунії

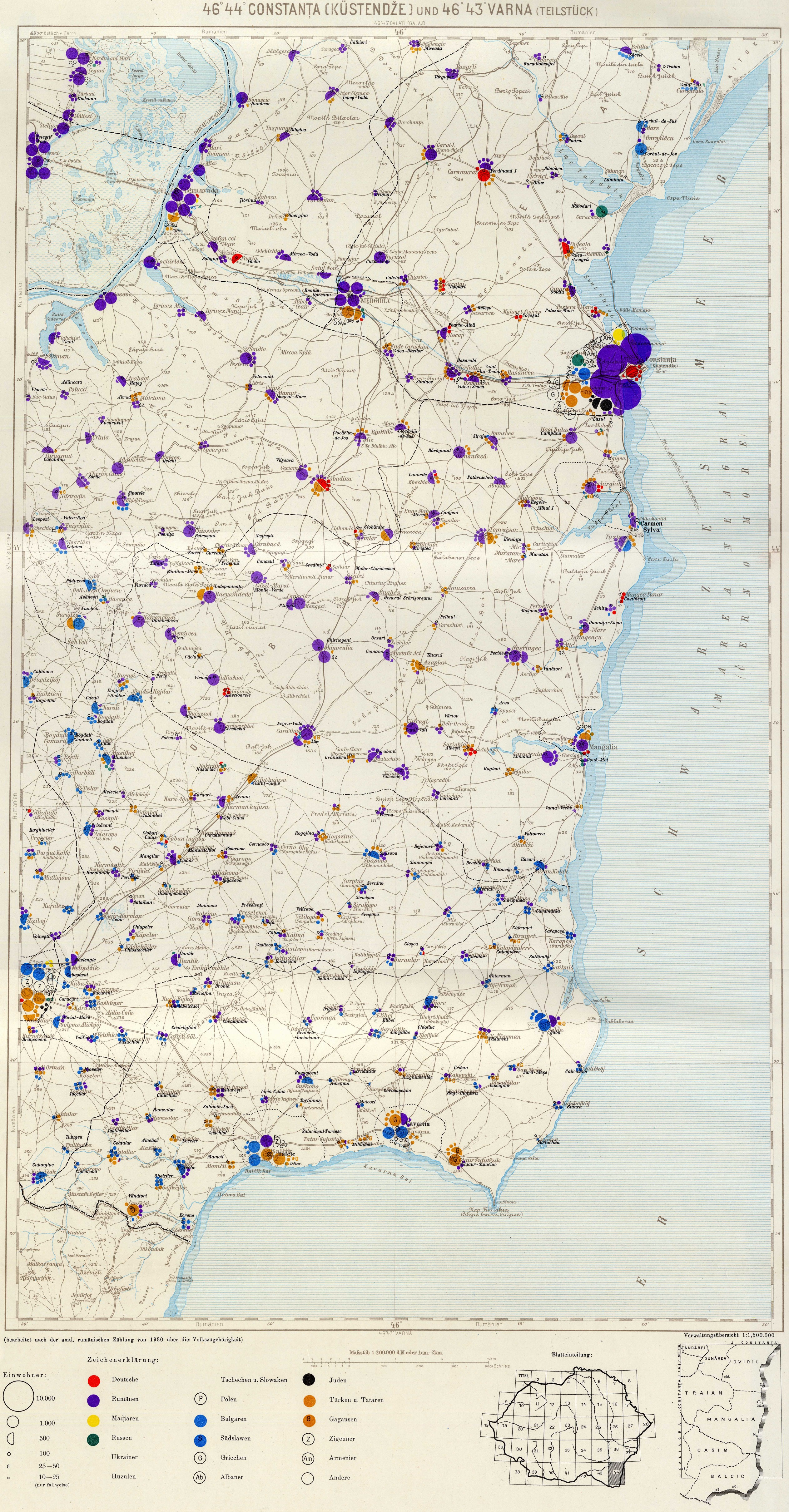
Перепис 1930 року. Значне скупчення гагаузів не тільки в Басарабії, але й на Констанцівщині та Каліакрівщині. Гагаузьке населення на мапі показане помаранчевим кольором та літерами G.

Гагаузи є однією з найдавніших меншостей у Румунії, історія яких налічує вже майже тисячоліття. Гагаузи, зосереджені в Добруджі, — за віросповіданням православні християни.
На початку дев'ятнадцятого століття кількість добруджійських гагаузів була досить значною. У перші десятиліття після анексії Басарабії Російською імперією (1812), гагаузи більшістю своєю мігрували до Буджаку, заохочені привілями, наданими царатом, а також і можливітю позбутися турецького гніту через християнське віросповідання. Однак невелика частина залишилися в Добруджі, де швидко асимілювалися місцевим населенням, не маючи ані шкіл рідною мовою, ані служб у церкві. Незважаючи на визнання владою існування етнічних гагаузів у Румунії, за переписом населення заявили про свою належність до гагаузького етносу на Переписі-2002 вкрай мало: тільки 45 осіб. Ще 1930 року число гагаузької громади Тулчівщини і Констанцівщини становило близько 1000 осіб.
Асиміляції гагаузів сильно сприяв уряд Румунії. Такі процеси відбувалися і в період румунської окупаціі Бессарабії 1918-1944 року , коли гагаузи вперше за 100 років піддалися репресіям. Гагаузів насильно асимілювали , переселяючи їх в інші регіони Румунії , зобов'язали нести військову службу , змушували говорити румунською мовою і забороняли спілкуватися на рідній мові. Багато гагаузів тоді в розпачі подалися до Латинської Америки. Одним з головних прихильників асиміляції гагаузів був Антонеску. Він розробив план депортації гагаузів за Дністер , щоб на їх місце переселити румунів. Тільки поразка фашистів під Сталінградом зупинило його реалізацію. Зараз у Румунії проживає багато етнічних гагаузів але через процесів румунізації вони себе вважають румунами.

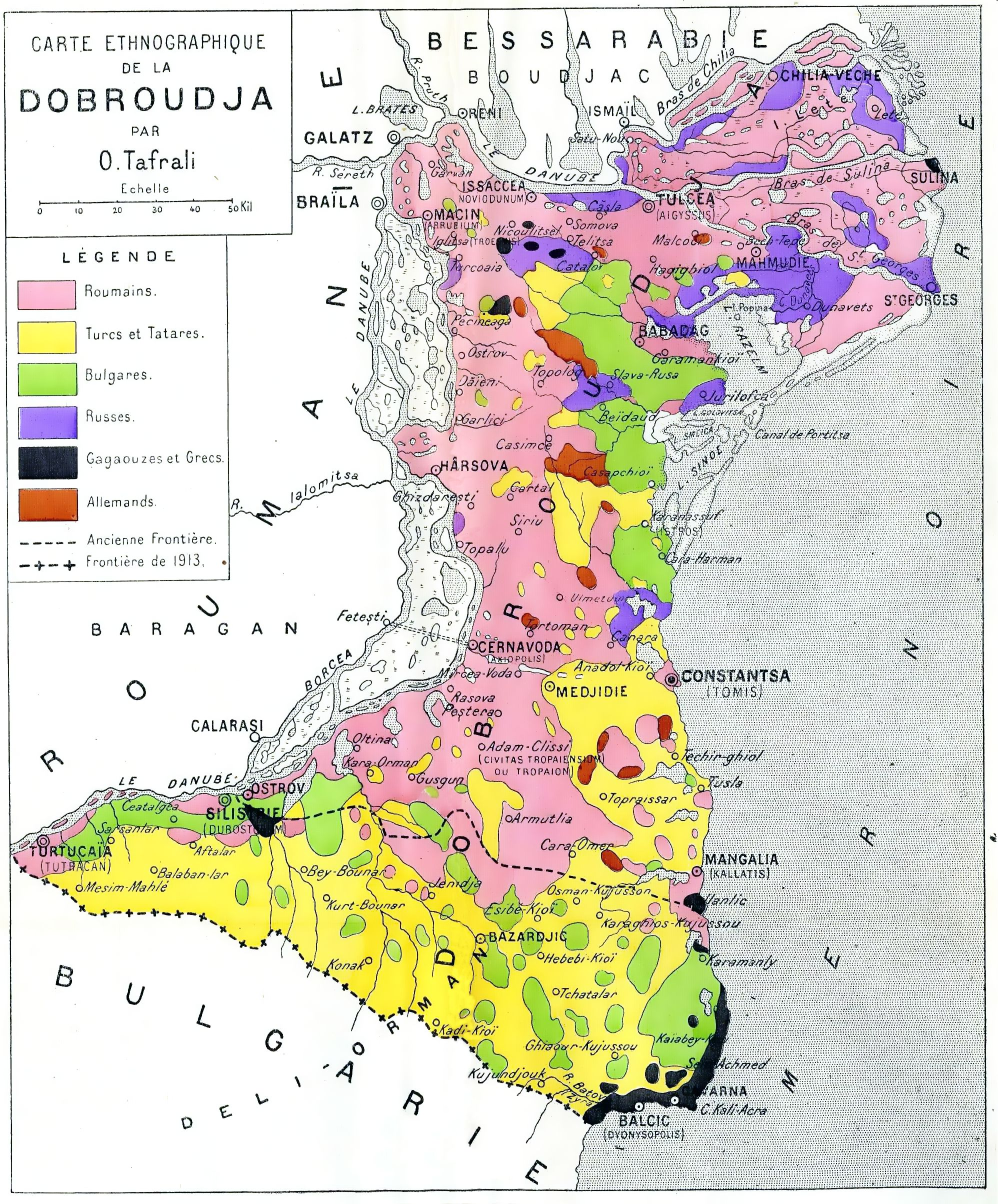
Етнічна мапа Добруджі Ореста Тафралі

Гагаузькі поселення у Тульчівському повіті: Бейдауд, Стежару, Аджигіол та Ізвоареле.
Констанцівського повіту: Вама-Веке (Yilanlîk), Неґру-Воде (Kara Omer), Тетарул (Azaplar), Шипотеле (Ghiol-Punar)), Педурені (Nastradin), Топрайсар, Чернаводе, Текіргіол, Манґалія, Констанца.
Окрім того, серед сотень тисяч молдован, які осідають останніми роками в Румунії, є чимало гагаузів, зокрема Роман Шеремет, засновник і головний тренер команди з американського футболу Бухарестські воїни.